# Девід де Мігель
Девід де Мігель (ісп. David de Miguel; нар. 7 лютого 1965) — колишній іспанський тенісист.
Найвищу одиночну позицію світового рейтингу — 81 місце досяг 31 серпня 1987, парну — 68 місце — 11 серпня 1986 року.
Здобув 1 парний титул.
Найвищим досягненням на турнірах Великого шолома було 3 коло в змішаному парному розряді.

## Фінали Гран-прі за кар'єру

### Парний розряд: 2 (1–1)
| Результат | W/L | Дата     | Турнір          | Покриття | Партнер      | Суперники                      | Рахунок  |
| --------- | --- | -------- | --------------- | -------- | ------------ | ------------------------------ | -------- |
| Поразка   | 0–1 | Тра 1986 | Мадрид, Іспанія | Ґрунт    | Хесус Колас  | Андерс Яррід Йоакім Нюстром    | 2–6, 2–6 |
| Перемога  | 1–1 | Лип 1986 | Бордо, Франція  | Ґрунт    | Хорді Арресе | Роналд Ейдженор Мансур Бахрамі | 7–5, 6–4 |

## Титули на челленджерах

### Одиночний розряд: (1)
| Ранг | Рік  | Турнір            | Покриття | Суперник       | Рахунок  |
| ---- | ---- | ----------------- | -------- | -------------- | -------- |
| 1.   | 1986 | Марракеш, Марокко | Ґрунт    | Тьєррі Шампйон | 6–2, 6–3 |

### Парний розряд: (1)
| Ранг | Рік  | Турнір          | Покриття | Партнер     | Суперники                 | Рахунок  |
| ---- | ---- | --------------- | -------- | ----------- | ------------------------- | -------- |
| 1.   | 1985 | Мессіна, Італія | Ґрунт    | Хесус Колас | Брюс Дерлін Девід Фелгейт | 6–1, 7–6 |